# Dichterpräsident

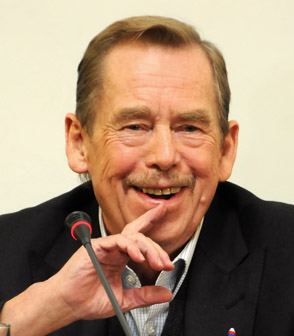
Václav Havel – ihm wird die Bezeichnung Dichterpräsident besonders häufig zugeschrieben

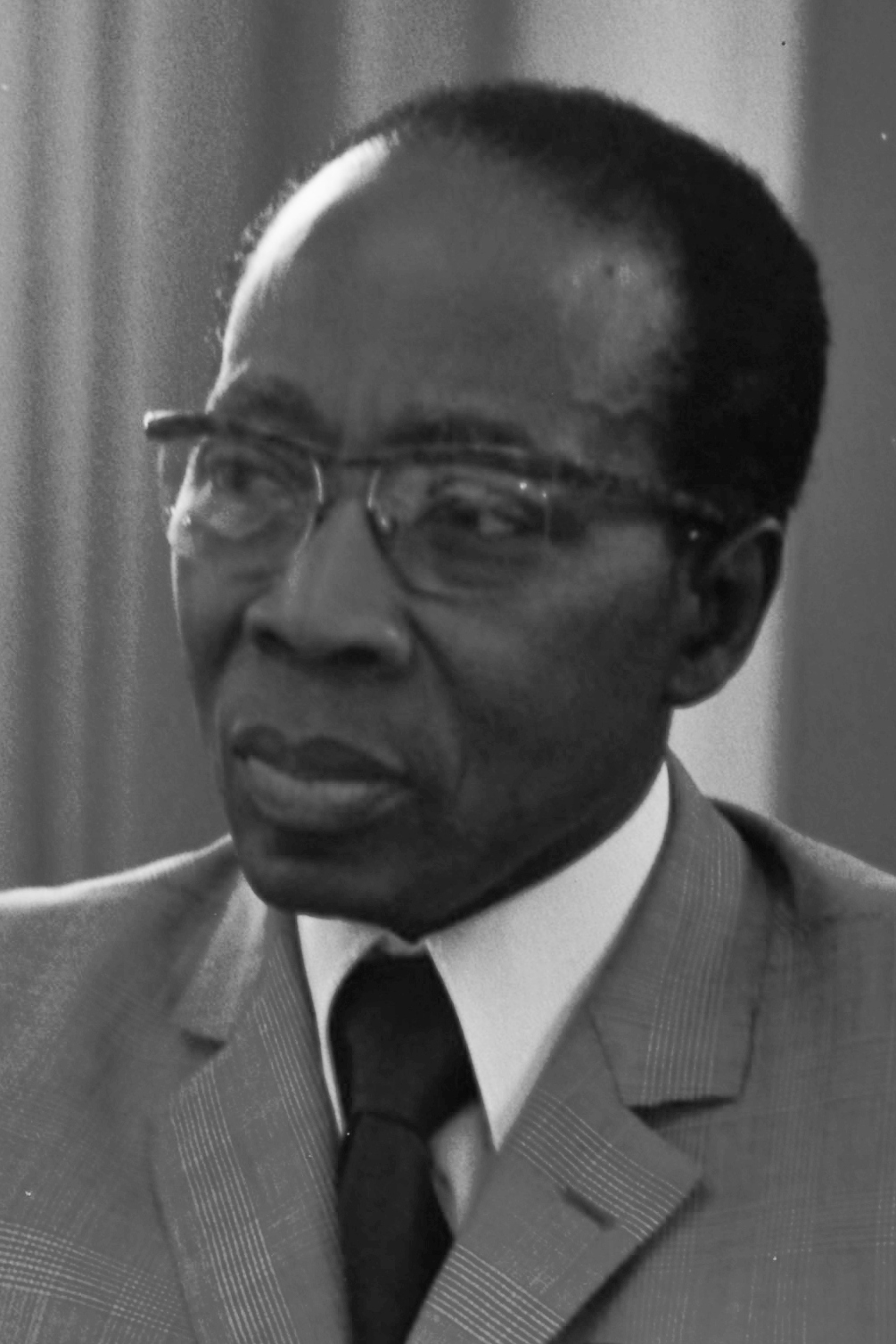
Léopold Sédar Senghor, Dichter und Staatspräsident

Dichterpräsident ist eine Bezeichnung für republikanische Staatsoberhäupter, die vor oder während ihrer Amtsperiode auf hohem Niveau schriftstellerisch tätig waren. Politisch-theoretisch bzw. wissenschaftlich tätige Staatspräsidenten werden in diesen Begriff üblicherweise nicht einbezogen.
Beispiele für Personen, die öffentlich als Dichterpräsident bezeichnet werden:
- Václav Havel (1936–2011)[1][2][3], Staatspräsident Tschechoslowakei / Tschechische Republik (Havel war vordem auch Angehöriger von Vorgängerstaaten)
- Léopold Sédar Senghor (1906–2001)[4], Staatspräsident des Senegal (vor der Unabhängigkeit des Senegal war Senghor französischer Staatsbürger und Mitglied der französischen Nationalversammlung)
- Rómulo Gallegos (1884–1969)[5], Präsident von Venezuela
- Lennart Meri (1929–2006)[6], Staatspräsident von Estland (vor der Unabhängigkeit Estlands war Meri Bürger der Sowjetunion)
- Árpád Göncz (1922–2015)[7], Präsident von Ungarn
- Michael D. Higgins (* 1941)[8], Präsident von Irland
- Mohammad Chatami (* 1943)[9], Präsident des Iran
- Dobrica Ćosić (1921–2014)[10], Staatspräsident von Jugoslawien

Nicht als Dichterpräsident gelten
- Friedrich II. (1712–1786) und Heinrich VIII. (1491–1547) waren Staatsoberhaupt und Dichter, aber Monarchen.
- José Maria Neves, amtierender Staatspräsident der Kapverden und Dichter wurde bisher offenbar noch nicht als Dichterpräsident bezeichnet.

## Sonstige Verwendung
Der Begriff Dichterpräsident wird auch für Persönlichkeiten verwendet, die die Fertigkeiten Dichtkunst und Staatskunst vereinen sowie auch für Literaten, die Präsidenten von Institutionen sind. Als Dichterpräsidenten wurden nachweislich  bezeichnet
- Heinrich Mann[13], deutscher Schriftsteller
- Walter von Molo[14], österjreichisch-deutscher Schriftsteller
- Hans Johst[15], deutscher Schriftsteller, nationalsozialistischer Kulturfunktionär, Präsident der Reichsschrifttumskammer

## Sonderfall Goethe
Vereinzelt wurde auch Johann Wolfgang von Goethe (1749–1832) als Dichterpräsident bezeichnet. Der Dichter trug als Minister des Herzogtums Sachsen-Weimar-Eisenach den Titel Kammerpräsident.